# Josef Höbarth

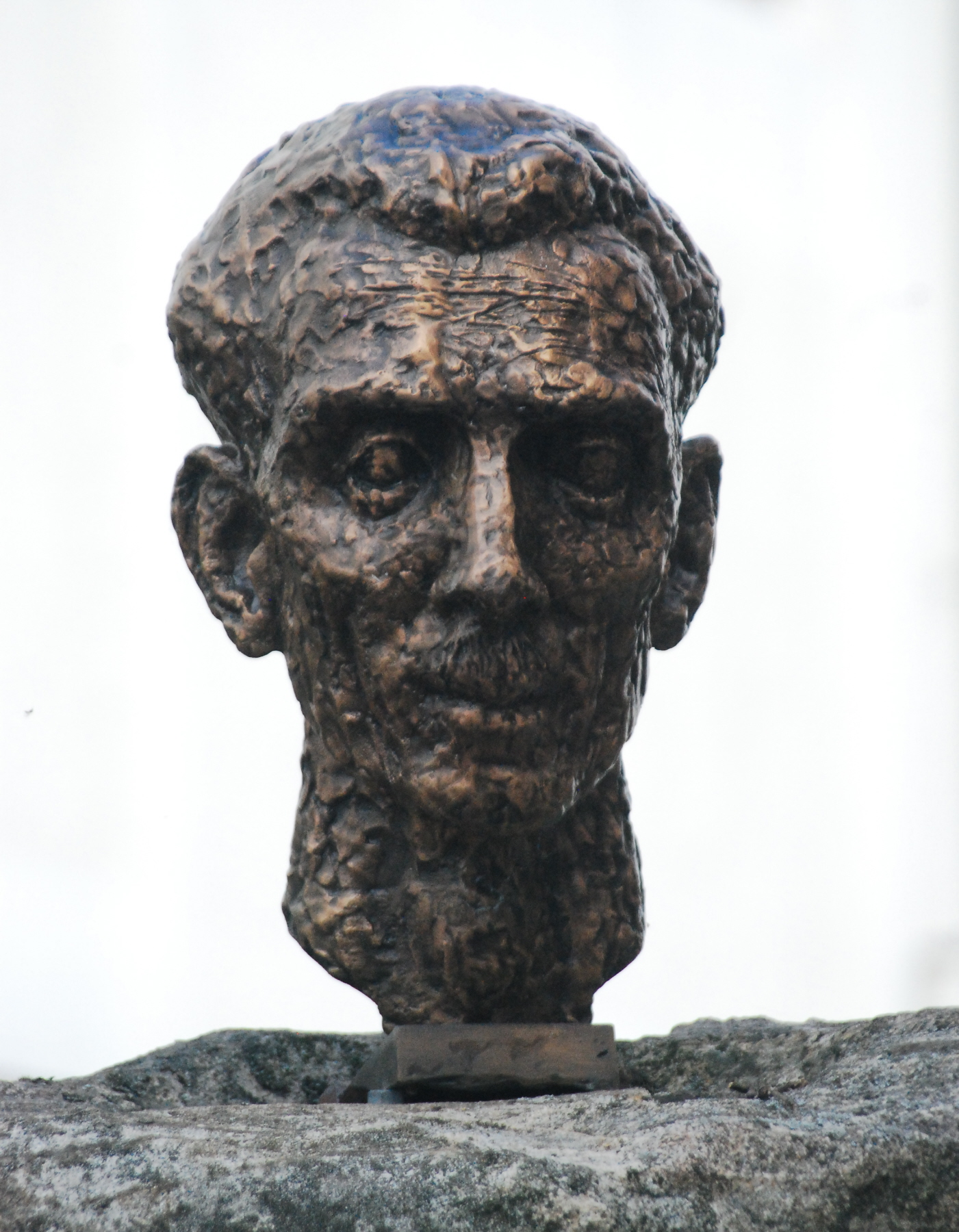
Persönlichkeitsdenkmal in Horn

Josef Höbarth (* 17. März 1891 in Reinprechtspölla; † 15. Dezember 1952 in Horn) war ein niederösterreichischer Heimatforscher und Museumsgründer.

## Leben
Höbarth wurde als Sohn eines Schmiedemeisters geboren. Er sammelte seit seiner frühesten Jugend paläontologische, ur- und frühgeschichtliche sowie volkskundliche Hinterlassenschaften. Sein Vorbild war Johann Krahuletz, in dessen Krahuletz-Museum er als Schüler häufiger Gast war. Später brachte der Kontakt zu Prähistorikern wie Anton Hrodegh, Josef Bayer, Eduard Beninger und Christian Pescheck die fachlichen Grundvoraussetzungen. Höbarth erarbeitete sich vor allem in ur- und frühgeschichtlichen Belangen ein großes fachliches Wissen und galt in seinen späten Jahren als Autorität beispielsweise in Fragen des Mesolithikums und der Hallstattkultur. Seine Grabungen und Fundbergungen machten das 1930 nach ihm benannte Höbarthmuseum der Stadt Horn zu einem der größten und bedeutendsten Museen in Niederösterreich. 
Höbarth hinterließ eine bemerkenswerte Mineraliensammlung und war auf paläontologischem Gebiet erfolgreich. Eine von ihm entdeckte fossile Seeigelart erhielt den wissenschaftlichen Namen Scutella höbarthi. Auf volkskundlichem Gebiet gelang ihm die Rettung wertvollen Kulturgutes ab der Gotik. Seine Aufsammlungen aus der Barockzeit und dem Biedermeier veranschaulichen die lokale zeitgenössische Lebensweise. Höbarth beschäftigte sich auch mit Volkstracht und Volkstanz und war auf diesen Gebieten selbst aktiv tätig.
Sein Arbeitsbereich war hauptsächlich das niederösterreichische Manhartsberggebiet, die Übergangslandschaft zwischen Waldviertel und Weinviertel.
Josef Höbarth hat Grabungs- und Fundberichte in der Zeitschrift „Fundberichte aus Österreich“ des Bundesdenkmalamtes in Wien veröffentlicht. Kurz vor seinem Tod wurde er – nach Empfehlung durch den damaligen niederösterreichischen Landeshauptmann Johann Steinböck –  mit dem Berufstitel Professor ausgezeichnet. In Horn wurde die Josef-Höbarthgasse und in Wien-Floridsdorf die Höbarthgasse nach ihm benannt. Er ruht in einem Ehrengrab der Stadt Horn.

## Publikationen
- Berichte in: Fundberichte aus Österreich. 1. Band, Wien 1930–1934 bis 5. Band, Wien 1959.
- Steinzeitliche Axtfunde. In: Das Waldviertel. 5, 1932, S. 47.
- Wertvolle Grabungen und Urzeitfunde aus dem Gebiet des Manhartsberges. Illustrierter Volkskalender für das Jahr 1934. Krems 1934.
- Lebenserinnerungen. Wien 1953.